# Othmane Bali
Pour les articles homonymes, voir bali.
 (octobre 2021).
Si vous disposez d'ouvrages ou d'articles de référence ou si vous connaissez des sites web de qualité traitant du thème abordé ici, merci de compléter l'article en donnant les références utiles à sa vérifiabilité et en les liant à la section « Notes et références ».
Othmane Baly (en arabe عثمان بالي, en Tamazight: ⵄⴻⵜⵎⴰⵏ ⴱⴰⵍⵉ) de son vrai nom Mebarek Athmany est un chanteur algérien Touereg né en mai 1953 à Djanet (Algérie) et mort le 17 juin 2005, emporté dans la soirée par l'oued qui traverse Djanet. Il est le père de l'auteur et interprète Nabil Baly.

## Biographie
Chirurgien de formation, Othmane Baly interprétait notamment ses chansons au rythmes du tindé. Le genre musical de sa région de Djanet, qu’il a contribué à faire découvrir au public algérien et international.
Né sous le palmier le plus haut de Djanet, dans le Grand Sud algérien, au sein d’une famille de mélomanes et de poètes[réf. nécessaire]. Il a été bercé par la musique de sa mère, grande chanteuse de tindé. Virtuose du luth arabe, Oud, un instrument qu’il avait découvert lors de ses études en médecine au début des années 1970, il écrivait des textes en tamacheq et en arabe, saupoudrant parfois ses couplets d’un peu de français. « Il a revisité la musique du terroir et a contribué à sa renaissance et à son élargissement au-delà des frontières.
Auteur, compositeur, interprète, il a participé à la reconnaissance internationale de la musique Touereg.